# Muscle Ridge Islands
Muscle Ridge Islands es un territorio no organizado ubicado en el condado de Knox en el estado estadounidense de Maine. En el Censo de 2010 tenía una población de 6 habitantes y una densidad poblacional de 0,05 personas por km².

## Geografía
Muscle Ridge Islands se encuentra ubicado en las coordenadas 44°2′31″N 69°2′19″O / 44.04194, -69.03861. Según la Oficina del Censo de los Estados Unidos, Muscle Ridge Islands tiene una superficie total de 128.63 km², de la cual 2.45 km² corresponden a tierra firme y (98.1%) 126.18 km² es agua.

## Demografía
Según el censo de 2010, había 6 personas residiendo en Muscle Ridge Islands. La densidad de población era de 0,05 hab./km². De los 6 habitantes, Muscle Ridge Islands estaba compuesto por el 100% blancos, el 0% eran afroamericanos, el 0% eran amerindios, el 0% eran asiáticos, el 0% eran isleños del Pacífico, el 0% eran de otras razas y el 0% pertenecían a dos o más razas. Del total de la población el 0% eran hispanos o latinos de cualquier raza.